# Thecla bennetti
Thecla bennetti är en fjärilsart som beskrevs av Dyar 1913. Thecla bennetti ingår i släktet Thecla och familjen juvelvingar. Inga underarter finns listade i Catalogue of Life.